# Skylines and turnstiles
«Skylines and turnstiles» (en español, «Horizontes y torniquetes») es una canción de la banda estadounidense de rock My Chemical Romance. Es la séptima canción de su disco I brought you my bullets, you brought me your love, publicado en 2002. Esta fue la primera canción escrita por la banda.

## Contenido
Acerca del contenido de la canción, el vocalista Gerard Way ha comentado: «Trata acerca de los atentados del 11 de septiembre de 2001, como de unirse al Ejército o hacer cualquier cosa superdrástica en el momento. [...] Consistió en formar un molde para nosotros, principalmente para mi composición de canciones, como las letras; escribí algo muy honesto y superpuro, y luego casi inmediatamente me alisté para superarlo y dejarlo atrás. Y eso pasaría mucho en nuestra carrera. Es casi como un demo para mí».
Way también ha dicho: «Ocasionalmente, cuando estábamos haciendo la lista de canciones [para algún concierto] y alguien la mencionaba, yo nunca quería tocarla. ¡Me sentía como una persona tan diferente! [...] Tengo como una conexión bastante fuerte con casi todas las canciones de My Chem, pero descubrí que que con esa en particular no tenía ninguna conexión, y pensé que esa era la manera en que estaba lidiando con el 11-S, desconectarme de él, quería seguir adelante y ser algo positivo».

## Interpretaciones en directo
My Chemical Romance preparó una reelaboración de «Skylines and turnstiles» y la interpretó el 11 de septiembre de 2011, alrededor de diez años después de la formación de la banda y de los atentados del 11-S. Al respecto, el vocalista de la banda dijo lo siguiente: «No quise hacerla de la forma original; tocamos con Blink [...], así que hicimos una versión de la canción que pensé era un poco más significativa o un poco más decidora de dónde estaba mi mente considerando ese evento en el momento; pienso que una canción punk sobre ello no describe de manera realmente precisa cómo me sentía».